# Joonas Ikonen
Joonas Ikonen (Kuopio, 1987. március 8. – 2024. augusztus 18.) finn síugró.

## Sportpályafutása
2005-ben a rovaniemi junior világbajnokságon egyéniben aranyérmet nyert. A Síugró-világkupában a 2004–05-ös szezonban mutatkozott be, az idénynyitón, Kuusamóban 25. lett, ezzel 6 pontot szerzett. Az idény végén így a 79. helyen zárt. A 2005–06-os szezonban 155 pontot szerzett, ezzel a 30. helyen zárt. A négysáncversenyben 27. volt.
A 2006. nyári finn bajnokságban 6. lett.
Ikonen rekordja 193 és fél méter, ezt 2005. március 18-án ugrotta Planicán.

## Világkupa
| Szezonok | Helyezés | Pontszám |
| -------- | -------- | -------- |
| 2004-05  | 79.      | 6        |
| 2005-06  | 30.      | 155      |